# Selaginella mastospora
Selaginella mastospora är en mosslummerväxtart som beskrevs av Valdespino. Selaginella mastospora ingår i släktet mosslumrar, och familjen mosslummerväxter. Inga underarter finns listade i Catalogue of Life.